# James Fairman Fielder

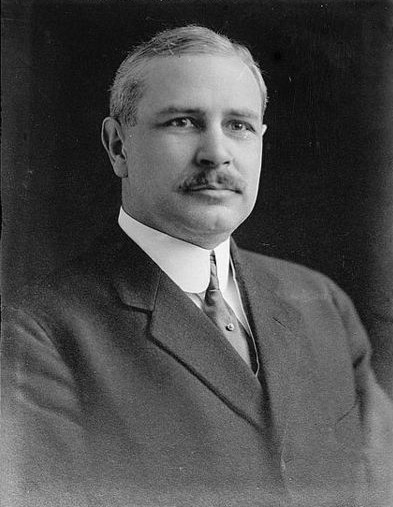
James Fairman Fielder

James Fairman Fielder  (* 26. Februar 1867 in Jersey City, New Jersey; † 2. Dezember 1954 in Newark, New Jersey) war ein US-amerikanischer Politiker und im Jahr 1913 sowie zwischen 1914 und 1917 Gouverneur des Bundesstaates New Jersey.

## Frühe Jahre und politischer Aufstieg
Fielder war der Sohn von George Bragg Fielder, der zwischen 1893 und 1895 den Staat New Jersey im US-Repräsentantenhaus in Washington vertrat. James Fielder besuchte die Selleck School in Connecticut. Danach studierte er bis 1887 an der Columbia University Jura. Anschließend begann er in seinem neuen Beruf zu arbeiten.
Fielder wurde Mitglied der Demokratischen Partei. Zwischen 1903 und 1905 war er Abgeordneter in der New Jersey General Assembly; von 1907 bis 1913 gehörte er dem Staatssenat an. Im Jahr 1913 amtierte er als Präsident dieses Gremiums. In dieser Eigenschaft fiel ihm am 1. März 1913, nach dem Rücktritt von Woodrow Wilson, der zum US-Präsidenten gewählt worden war, dessen Amt als Gouverneur zu.

## Gouverneur von New Jersey
Fielder amtierte zunächst zwischen dem 1. März 1913 bis zum 28. Oktober desselben Jahres. Dann trat er zurück, weil er eine erneute Wahl in dieses Amt anstrebte. Seine Aufgaben wurden dann für wenige Monate von Leon R. Taylor übernommen. Als Amtsinhaber wäre Fielder verfassungsrechtlich nicht für eine direkte Wiederwahl qualifiziert gewesen. So aber war er zum Zeitpunkt der Gouverneurswahl am 4. November 1913 nicht mehr Gouverneur und damit rechtmäßiger Kandidat. Fielder gewann die Wahl und konnte am 20. Januar 1914 eine dreijährige Amtszeit antreten. In dieser Zeit wurde ein Gesetz zur Gesundheitsvorsorge für Industriearbeiter verabschiedet und das Lebensmittelschutzgesetz wurde verbessert. Außerdem wurde das Gerichtssystem des Staates reformiert.

## Weiterer Lebenslauf
Nach dem Ende seiner Gouverneurszeit am 15. Januar 1917 blieb Fielder weiter im öffentlichen Dienst tätig. Während des Ersten Weltkrieges war er für die Verwaltung der Lebensmittel in New Jersey (Food administrator) zuständig. Danach war er von 1919 bis 1946 Richter am Kanzleigericht von New Jersey. Ex-Gouverneur Fielder starb am 2. Dezember 1954. Er war mit Mabel Crowell Miller verheiratet.